# Malaye Jaziri
Malaye Jaziri (em curdo:  Melayê Cizîrî), (Cizre, Turquia, 1570 - 1640, Şırnak, Turquia) foi um dos mais famosos escritores curdos, poeta e místico. Seu nome literário foi Nîşanî.
Ele nasceu em Jazira (Cizre), a capital do principado de Bohtan. Aqui estabeleceu-se a primeira escola de poesia curda clássica no dialeto de Kurmanji. O juiz Ja Zi Ri tinha duas mulheres e um menino com uma filha, sua vida era incrível. Malaye Jaziri era o representante principal desta escola e, pode-se adicionar, um bom representante da poesia oriental clássica como um todo. Os seus laços com esta tradição são expressos através dos fortes elementos do sufi e através do conceito de amor em sua poesia. Em seu universo, não há fronteiras claras entre amor humano e divino. Assim, o leitor geralmente é levado a perguntar se era o amor de Deus ou a bela Selma (que teria sido a filha ou a irmã do príncipe de Jazira que trouxe fogo ao coração do poeta). Além desses elementos orientais tradicionais, a poesia de Jaziri também está profundamente enraizada no patriotismo romântico, e os poemas que ele escreveu em homenagem aos príncipes curdos diferem da poesia escrita nos tribunais dos poderosos reis da região. O nome do Curdistão aparece com frequência e está sempre conectado com grande orgulho. O principal trabalho literário de Jaziri é a coleção de seus poemas chamados "Dîwana Melayê Cizîr".

## Antecedentes
Seu nome era Ahmad, mas geralmente ele é referido como Shekh Ahmad-e Jaziri ou Mala-ye Jaziri. O nome de seu pai era Mala Muhammad ou, segundo algumas fontes, Shekh Muhammad. Não se sabe onde ele nasceu, mas presume-se que sua família pertencia a Bukhti, ou tribo Bohti, que morava na região de Jazira. Os nomes das canções frequentemente usados por Jaziri em seus poemas são Mala e Male. O último é a forma coloquial que indica a construção de izafa para substantivos masculinos no dialecto Kurmanji do curdo.

## Trabalhos
O seu divã (coleção de poemas) é o único trabalho literário atribuído a Malaye Jaziri. A poesia de Malaye Jaziri é uma das mais populares obras literárias no Curdistão. É comparável ao épico de "Mam e Zin" de Ahmad Khani. O divã de Jaziri sempre foi um dos principais temas do sistema educacional tradicional. Além disso, ele pertencia à ordem sufista Naqshbandi, uma das ordens mais difundidas em todo o mundo muçulmano. Mas, em primeiro lugar, os valores estéticos e espirituais em sua poesia tornaram-no um trabalho duradouro. O divã foi impresso pela primeira vez em Berlim, em 1904, por Martin Hartmann. Existem até sete edições de seu divã. Um dos mais confiáveis foi publicado por Zivingi. Sua edição compreende 120 poemas e 3 ruba'is, em ordem alfabética de acordo com as letras finais das rimas, independentemente da forma. Outra edição que fornece uma base razoável para pesquisadores foi publicada pelo poeta curdo tardio Hejar. Esta edição contém 117 poemas, gazal e cássida e 3 rubais.
Jaziri foi muito inspirado pelos poetas persas clássicos, Hafez, Mawlana Jalal ad-Din Rumi e Jami, a quem ele considerava mestres. Sua afiliação espiritual com a ordem sufista Naqshbandi também está distintamente presente em seu trabalho.